# Atrichornithidae
Los matorraleros o achaparrados pertenecen a la familia Atrichornithidae. Hay sólo dos especies, una de ellas se creyó extinta hasta 1961 y la otra está en peligro con apenas 400 ejemplares. Ambas son australianas.
Se cree que la familia es bastante antigua y que es la más próxima a Menuridae, y probablemente también a Ptilonorhynchidae y Climacteridae. Se supone que aparecieron con la gran radiación de los córvidos en la región de Australia-Nueva Guinea. 
Ambas especies tienen una talla entre 17 y 23 cm y una coloración negra y parduzca. Tienen las alas cortas y redondeadas, la cola larga y bastante ancha, a menudo erguida.
Las patas son largas y fuertes.
Viven en sotobosques densos: el matorralero rojizo  (Atrichornis rufescens) en las selvas templadas de la frontera entre Queensland y Nueva Gales del Sur, y el matorralero bullicioso (Atrichornis clamosus) en matorrales semiáridos de Australia Occidental. Son muy discretos y asustadizos. Son malos voladores, pero buenos corredores.
El reclamo de los machos es bastante estruendoso, un sonido metálico tan fuerte que puede escucharse a grandes distancias, y resulta doloroso a corta distancia. 
Las hembras construyen nidos abombados a ras de suelo y se ocupan solas de la progenie.
En 1962, la población total de Atrichornis clamosus se estimaba entre 40 y 45 individuos. A finales de los años 1980 se había conseguido elevar la cifra hasta unos 400, y posteriormente ha sido reintroducido en varios lugares, pero continúa estando en peligro de extinción.